# Maniyar
Maniyar là một thị xã và là một nagar panchayat của quận Ballia thuộc bang Uttar Pradesh, Ấn Độ.

## Nhân khẩu
Theo điều tra dân số năm 2001 của Ấn Độ, Maniyar có dân số 18.750 người. Phái nam chiếm 51% tổng số dân và phái nữ chiếm 49%. Maniyar có tỷ lệ 47% biết đọc biết viết, thấp hơn tỷ lệ trung bình toàn quốc là 59,5%: tỷ lệ cho phái nam là 57%, và tỷ lệ cho phái nữ là 36%. Tại Maniyar, 18% dân số nhỏ hơn 6 tuổi.